# Santo Antão do Tojal
Santo Antão do Tojal (por vezes chamada de Santo António do Tojal) é uma povoação portuguesa do Município de Loures que foi sede da extinta Freguesia de Santo Antão do Tojal, freguesia que tinha 15,13 km² de área e 4 216 habitantes (2011), e, por isso, uma densidade populacional de 278,7 hab/km². 
A Freguesia de Santo Antão do Tojal foi extinta em 2013, tendo sido agregada à Freguesia de São Julião do Tojal para criar a nova União das Freguesias de Santo Antão e São Julião do Tojal.

## Geografia
Santo Antão do Tojal incluía os sítios de A-das-Lebres, Manjoeira, Pintéus, Quinta Nova de São Roque, Santo Antão do Tojal e São Roque. Fazia fronteira com as freguesias de Bucelas, Fanhões, Frielas, Loures, São Julião do Tojal e Unhos.

## População
| População da freguesia de Santo Antão do Tojal | População da freguesia de Santo Antão do Tojal | População da freguesia de Santo Antão do Tojal | População da freguesia de Santo Antão do Tojal | População da freguesia de Santo Antão do Tojal | População da freguesia de Santo Antão do Tojal | População da freguesia de Santo Antão do Tojal | População da freguesia de Santo Antão do Tojal | População da freguesia de Santo Antão do Tojal | População da freguesia de Santo Antão do Tojal | População da freguesia de Santo Antão do Tojal | População da freguesia de Santo Antão do Tojal | População da freguesia de Santo Antão do Tojal | População da freguesia de Santo Antão do Tojal | População da freguesia de Santo Antão do Tojal |
| ---------------------------------------------- | ---------------------------------------------- | ---------------------------------------------- | ---------------------------------------------- | ---------------------------------------------- | ---------------------------------------------- | ---------------------------------------------- | ---------------------------------------------- | ---------------------------------------------- | ---------------------------------------------- | ---------------------------------------------- | ---------------------------------------------- | ---------------------------------------------- | ---------------------------------------------- | ---------------------------------------------- |
| 1864                                           | 1878                                           | 1890                                           | 1900                                           | 1911                                           | 1920                                           | 1930                                           | 1940                                           | 1950                                           | 1960                                           | 1970                                           | 1981                                           | 1991                                           | 2001                                           | 2011                                           |
| 968                                            | 1 097                                          | 1 201                                          | 1 354                                          | 1 433                                          | 1 391                                          | 1 381                                          | 1 461                                          | 1 625                                          | 1 796                                          | 2 491                                          | 3 614                                          | 4 236                                          | 4 192                                          | 4 216                                          |

Nos anos de 1864 e 1878 pertencia ao concelho dos Olivais, extinto por decreto de 22/07/1886.

## História
Antigamente chamada Santo António de Santo Antão do Tojal, a povoação é conhecida por ter servido de residência de Verão aos arcebispos (depois Patriarcas de Lisboa), que aqui erigiram o Palácio da Mitra.
Em Santo Antão do Tojal nasceu o afamado botânico português Félix de Avelar Brotero (1744-1828), e durante a sua infância residiu na freguesia a poetisa Maria Amália Vaz de Carvalho (1847-1921). Em honra desta última, institiu a Câmara Municipal de Loures um prémio literário com o seu nome. , Sebastião Gonçalves Tibau flibusteiro (Século XVII), e Augusto Dias da Silva (1887-1928), Ministro das Finanças em 1919.

## Património
- Cruzeiro de Santo Antão do Tojal
- Palácio da Mitra ou Palácio dos Arcebispos com a antiga igreja, o chafariz monumental, o aqueduto, o pombal existente na quinta do Palácio, com os seus azulejos decorativos, e ainda o portão que dá entrada directa à quinta
- Palácio de Pintéus, incluindo a Capela de Nossa Senhora da Apresentação
- Portal manuelino
- Quinta de Nossa Senhora da Conceição

## Heráldica
Santo Antão do Tojal usa a seguinte bandeira e brasão de armas:
Um escudo de verde, com quatro palas de prata. Chefe de prata, carregado com um aqueduto de cinco arcos de negro. Bordadura de negro carregada de oito ramos de três laranjas de ouro, folhados e ligados por troncos de verde. Uma coroa mural de prata de três torres. Um listel branco com a legenda a negro: «SANTO ANTÃO DO TOJAL». Bandeira de verde; cordões e borlas de prata e verde.

## Instituições
- Casa do Gaiato